# Olstro

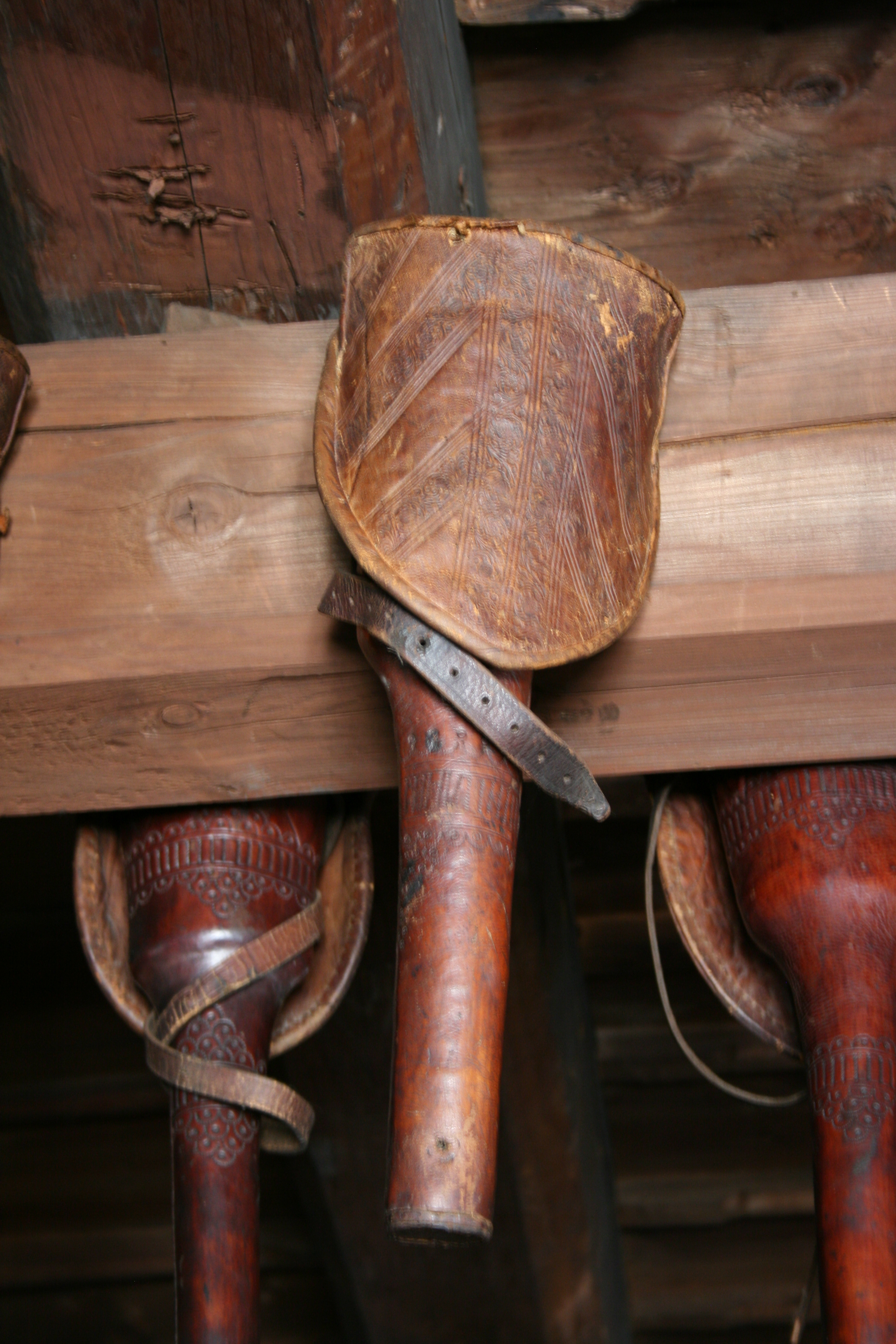
Olstro

Olstro (od niem. Holster, lm olstra) – skórzany futerał na pistolet kawaleryjski troczony do przedniej części siodła.

## Opis i wykorzystanie
Sztywny futerał tego rodzaju wprowadzono w XVI wieku w Niemczech po uzbrojeniu jazdy (rajtaria, kirasjerzy) w krótką broń palną, dla zwiększenia swobody ruchów jeźdźca wyposażonego dotąd w ciężkie i duże pistolety zatknięte za pasem bądź w futerałach lub na hakach przymocowanych do pasa. Olstro składało się z podłużnej tulei nakrywanej kapą, często ozdobną i czasem mieszczącą niewielką płaską kaletkę (taszkę). Nierzadko jednak było otwarte od góry, z częścią dolną wzmacnianą metalowym okuciem.
Z reguły do przedniego łęku siodła przytraczano dwa futerały po obu bokach wierzchowca, dlatego później określenia tego używano najczęściej w liczbie mnogiej. Wśród pistoletów olstrowych charakterystyczną bronią o konstrukcji specjalnie przystosowanej do tego futerału był stosowany przez rajtarię puffer. W przypadku posiadania tylko jednego pistoletu, z drugiego olstra korzystano do przechowywania drobnych przedmiotów.
Olstra szybko rozpowszechniły się w różnych rodzajach kawalerii jako stały element wojskowego rzędu końskiego i podobnie jak inne jego części, miewały charakter bardzo ozdobny, na przykład tureckie tejsaki czy olstra husarii. Na wschodzie czasem używano ich też w wyposażeniu pieszych, zawieszane na pasie do noszenia 1–2 pistoletów.